# 查玉升
查玉升（1914年—1998年），中国人民解放军将领、中国人民解放军开国少将。
曾任陆军中国人民解放军14军军长。1955年，授予中国人民解放军少将。